# Герб Мышкина
Герб городского поселения Мы́шкин Мышкинского муниципального района Ярославской области Российской Федерации.
Герб утверждён Решением Муниципального Совета городского поселения Мышкин 20 февраля 2007 года № 1.
Герб городского поселения Мышкин внесён в Государственный геральдический регистр РФ под № 3103.

## Описание герба
«Изображение герба соответствует исторически сложившемуся гербу города Мышкина, разработанному и утверждённому в 1778 году.
Герб представляет собой следующую композицию:
Французский щит (прямоугольный с малым заострением внизу) заполнен зелёной эмалью. В центре содержит французский щиток (малый щит) разделённый на две части: верхнюю и нижнюю часть щита в соотношении 4:3.
В верхней части, заполненной серебряной эмалью (белой краской) размещено победренное изображение медведя коричневого цвета с секирой на левом плече. Секира — золотой эмали. В нижней части на червлёной эмали (ярко красной краске) — серая мышка. Обе фигуры, если встать лицом к гербу, идут влево.
Зелёный цвет символизирует надежду, плодородие, жизнь, здоровье.
Серебро в геральдике — символ простоты, совершенства, благородства, мира, сотрудничества.
Красный цвет символизирует храбрость, мужество, неустрашимость.
Коричневый — символ печали, благоразумия, мудрости, смирения.
Золото в геральдике — символ высшей ценности, богатства, прочности, силы, стабильности, уважения и интеллекта».— Положение о гербе

## Описание символики и истории герба
Исторические герб уездного города Мышкина был Высочайше утверждён 31 августа (11 сентября) 1778 год императрицей Екатериной II вместе с другими гербами городов Ярославского наместничества (ПСЗ, 1778, Закон № 14765). Закон № 14765 в Полном собрании Законов Российской империи датирован 20 июня 1778 года, но на приложенных к нему рисунках гербов дата утверждения гербов обозначена — 31 августа 1778 года.
Подлинное описание гербе города Мышкина гласило:

 «Щитъ въ зеленомъ полѣ, щитокъ на два разрѣзанъ; въ серебряномъ полѣ гербъ сего Намѣстничества, въ другой части въ червленомъ полѣ мышка, доказывая названіе сего города».
Герб Мышкина был сочинён товарищем герольдмейстера коллежским советником И. И. фон Энденом.
В 1863 году, в период геральдической реформы Кёне, был разработан проект нового герба уездного города Мышкина Ярославской губернии (официально не утверждён):
«В зелёном щите серебряный в потоплении щит, в котором чёрная мышь. В вольной части герб Ярославской губернии. Щит увенчан серебряной стенчатой короной и окружён золотыми колосьями, соединёнными Александровской лентой».
В советское время исторический герб Мышкина в официальных документах не использовался.

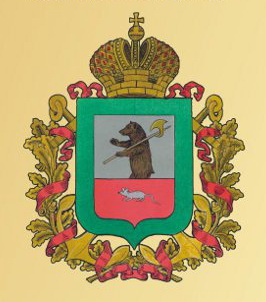
Герб Мышкинского района (2006).

30 мая 2002 года Решением Собрания депутатов Мышкинского муниципального округа «О гербе и флаге Мышкинского муниципального округа» № 17 были утверждены герб и флаг Мышкинского муниципального округа (они же герб и флаг города Мышкина).
За основу герба Мышкинского муниципального округа был взят исторический герб, разработанный и утверждённый в 1778 году.
Герб получил следующее описание:

 «Французский щит (прямоугольный с малым заострением внизу) заполнен зелёной эмалью. В центре содержит французский щиток (малый щит), разделенный на две части: верхнюю и нижнюю часть щита в соотношении 4:3.

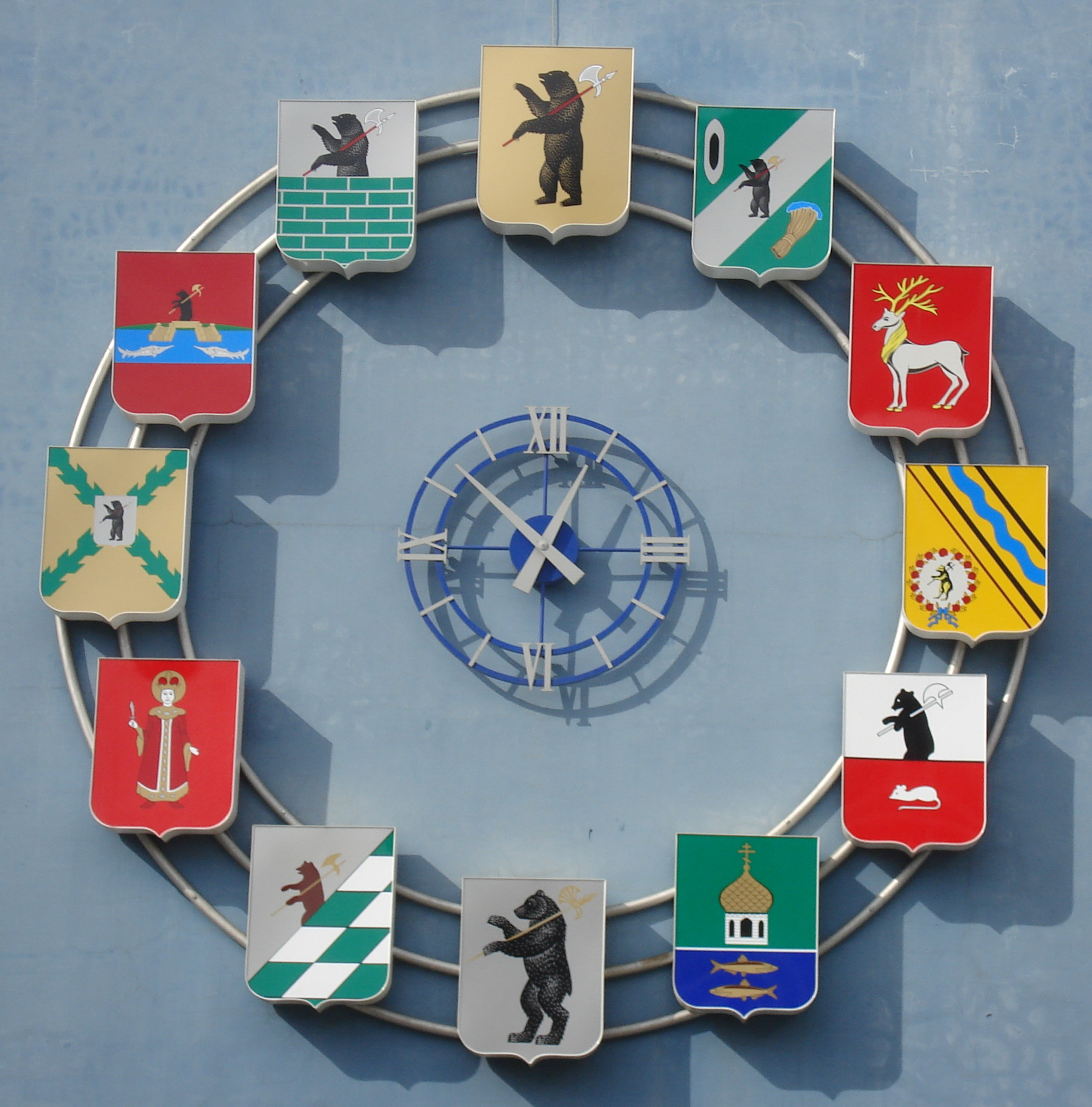
Композиция над входом в Ярославский автовокзал в форме часов из гербов городов Ярославской области. Герб Мышкина изображён неверно, без основного щита зелёного цвета.

В верхней части, заполненной серебряной эмалью (белой краской), размещено победренное изображение медведя коричневого цвета с секирой на левом плече. Секира — золотой эмали. В нижней части на червленой эмали (ярко-красной краске) — серая мышка. Обе фигуры, если встать лицом к гербу, идут влево.
За щитом герба два золотых якоря накрест положенных, с золотыми дубовыми листьями, соединёнными Александровской (алой) лентой.
Щит украшен золотой башенной короной с тремя зубцами и увенчан императорской короной, которые соединённые вместе составляют одну корону.
Допускается воспроизведение герба Мышкинского муниципального округа в многоцветном и упрощённом черно-белом варианте без императорской короны и внешнего обрамления герба, с башенной короной.
Герб Мышкинского муниципального округа одновременно является гербом г. Мышкина». 
По сравнению с историческим гербом Мышкина 1778 года, малый щиток в гербе муниципального округа значительно вырос. Если в историческом гербе малый щиток занимал одну девятую часть основного щита, то в новом варианте он заполнил основной щит уже на две трети.
После проведения муниципальной реформы в России Мышкинский муниципальный округ прекратил существование. Был создан Мышкинский муниципальный район, в состав которого вошло городское поселение город Мышкин.
28 декабря 2006 года Решением Собрания депутатов Мышкинского муниципального района Ярославской области герб бывшего Мышкинского муниципального округа был закреплён только за Мышкинским муниципальным районом.
20 февраля 2007 года Решением Муниципального Совета городского поселения Мышкин был утверждён герб городского поселения город Мышкин, который повторял герб Мышкинского района 2006 года, но не имел парадных украшений.
Герб Мышкина иногда изображается только в виде малого щитка, то есть без основного щита зелёного цвета, что является нарушением официальной символики. Например, в таком виде герб Мышкина размещён в композиции в форме часов из гербов городов Ярославской области над входом в Ярославский автовокзал.
Герб городского поселения город Мышкин внесён в Государственный геральдический регистр под № 3103. 
Решением Муниципального совета городского поселения Мышкин от 16 февраля 2011 года № 6 в решение о гербе от 20 февраля 2007 года были внесены некоторые технические правки.